# 佐敦·保塔卡
佐敦·保塔卡(Jordan Botaka，出生於1993年6月24日）是剛果民主共和國的職業足球運動員，司職翼鋒，現效力於英格蘭足球冠軍聯賽列斯聯。

## 外部連結
- Voetbal International profile（页面存档备份，存于） （荷兰文）